# Chaos (tijdschrift)
Chaos is een internationaal, aan collegiale toetsing onderworpen wetenschappelijk tijdschrift op het gebied van de chaostheorie. Het wordt uitgegeven door IOP Publishing namens het American Institute of Physics en verschijnt 4 keer per jaar. Het eerste nummer verscheen in 1991.